# Vijzelbank
Het voormalige ABN AMRO-gebouw aan de Vijzelstraat 66-80, eind 20e eeuw bekend als de Vijzelbank, later genaamd Duintjer CS, en sinds 2014 Prins en Keizer is een prominent gebouw aan de Vijzelstraat in Amsterdam, tussen de Keizersgracht en de Prinsengracht.

## Geschiedenis
Het gebouw staat op de plaats waar in de jaren 20 van de twintigste eeuw een blok woningen boven winkels van Amsterdamse School-architect J.M. van der Mey gebouwd werd, dat de naam Amstelstein kreeg. In 1955 stortte de overbouwing van de Kerkstraat, die in het gebouw was opgenomen, in. Mede hierom is het gebouw in 1962 gesloopt.
Daarna werd een appartementengebouw voor deze plek ontworpen door de architect J. Trapman. Na een roerige periode waarin verschillende eigenaren de grond aan de Vijzelstraat bezaten, kreeg uiteindelijk de Algemene Bank Nederland het in handen, die hoofdkantoor hield in het gebouw tegenwoordig bekend als De Bazel verderop in de straat. In december 1966 werd besloten tot de bouw van een ABN-kantoor op de plek, naar ontwerp van architect Marius Duintjer, in samenwerking met Trapman. In 1969 werd begonnen met bouwen en in 1973 werd het gebouw opgeleverd.
De beide bankgebouwen werden met elkaar verbonden door een 50 meter lange voetgangerstunnel onder de Keizersgracht, bekend als de Poentunnel.
Beneden kwam aan de Vijzelstraat een voetgangersgalerij met winkels en horeca. Tussen de galerij en de straat bevinden zich vitrinekasten voor tentoonstellingen.

## Nieuwe eigenaren en gebruikers
Het gebouw wordt door de Amsterdamse bevolking momenteel matig gewaardeerd, en duikt regelmatig op in lijstjes als een van de lelijkste gebouwen van Amsterdam.
Toen ABN AMRO haar nieuwe hoofdkantoor aan de Zuidas betrok werd het pand overbodig, en het gebouw is daarom in november 2005 gekocht door woningcorporatie Het Oosten, later Stadgenoot, en institutioneel belegger Vesteda. De bedoeling was om onder meer woningen te creëren in het vrijgekomen pand. In de "plint" (dat wil zeggen de benedenverdieping aan de Vijzelstraat) zou het gebouw beschikbaar blijven voor winkels, baliefuncties, horeca en niet-commerciële voorzieningen. Het gebouw zou daarbij volledig worden gerenoveerd, door het gebruik van glas meer 'open' worden en aangepast worden aan de eisen van de moderne tijd. De bedoeling was om in januari 2010 te beginnen met bouwen.
In 2008 hebben de eigenaars ruimte in het gebouw ter beschikking gesteld voor bedrijfjes en instellingen uit de creatieve hoek. De meeste huurders waren afkomstig uit het gebouw Post CS op het Oosterdokseiland. Het gebouw kreeg toen de naam Duintjer CS, hetgeen enerzijds net als bij De Bazel verwees naar de naam van de architect, anderzijds naar de geschiedenis van gebouw Post CS. De grote ruimtes op de begane grond kwamen ter beschikking van Mediamatic en, na de verhuizing van het nog achtergebleven bankfiliaal van ABN AMRO, van het fotografiemuseum Foam.
Aanvankelijk kregen de tijdelijke huurders een contract voor 15 maanden, maar dit werd wegens uitstel van de verbouwingsplannen verlengd tot voorjaar 2013.
In 2013 hebben Keystone Vastgoed en Borghese Real Estate het pand overgenomen. Ze verkochten het gebouw na verbouwing in 2014 aan de Duitse belegger HIH Global Investment die het verhuurt aan verschillende (internationale)bedrijven. Het pand wordt sindsdien Prins en Keizer (naar de grachten aan weerszijden) genoemd.